# Vieu
Vieu era una comuna francesa situada en el departamento de Ain, de la región de Auvernia-Ródano-Alpes, que el 1 de enero de 2019 pasó a ser una comuna delegada de la comuna nueva de Valromey-sur-Séran.
En este mismo departamento se encuentra otra comuna de nombre similar, Vieu-d'Izenave.

## Geografía
Está ubicada en el sureste del departamento, a 16 km al norte de Belley.

## Demografía
| 322 | 296 | 292 | 289 | 293 | 311 | 366 | 379 |
| Para los censos de 1962 a 1999 la población legal corresponde a la población sin duplicidades (Fuente: INSEE [Consultar]) |     |     |     |     |     |     |     |